# Almudena Grandes
Almudena Grandes Hernández (n. 7 mai 1960, Madrid, Noua Castilie⁠(d), Spania – d. 27 noiembrie 2021, Madrid, Spania) a fost o scriitoare spaniolă.

## Cărți

### Romane
- Las edades de Lulú (Tusquets, 1989) (ISBN 84-7223-748-6)
- Te llamaré Viernes (Tusquets, 1991) (ISBN 84-7223-835-0)
- Malena es un nombre de tango (Tusquets, 1994) (ISBN 84-8310-655-8)
- Atlas de geografía humana (Tusquets, 1998) (ISBN 84-8310-073-8)
- Los aires difíciles (Tusquets, 2002) (ISBN 84-8310-195-5)
- Castillos de cartón (Tusquets, 2004) (ISBN 84-8310-259-5)
- El corazón helado (Tusquets, 2007) (ISBN 9788483103739)

### Colecții de nuvele
- Modelos de mujer (Tusquets, 1996) (ISBN 84-8310-602-7)
- Mercados de Barceló, 2003 (ISBN 84-8310-881-X)
- Estaciones de paso (Tusquets, 2005) (ISBN 84-8310-312-5)